# Natriumaluminiumsilicaat
Natriumaluminiumsilicaat is de naam van een aantal anorganische verbindingen die natrium, aluminium, silicium en zuurstof bevatten in verschillende verhoudingen, en eventueel ook water. Het zijn natriumaluminiumzouten van kiezelzuur. Hun algemene chemische formule is Nax[(AlO2)x(SiO2)y].zH2O. Het CAS-nummer is 1344-00-9 en het EINECS-nummer is 215–684–8. Het kan zowel gaan om mineralen die in de natuur voorkomen, als om synthetisch materiaal (zeolieten of amorf natriumaluminiumsilicaat). Tot de natuurlijke natriumaluminiumsilicaten behoren albiet en jadeiet. Synthetisch natriumaluminiumsilicaat kan bereid worden door een natriumsilicaat en een aluminiumzout (bijvoorbeeld aluin, dat aluminiumsulfaat bevat) onder roeren in water samen te brengen, waardoor het natriumaluminiumsilicaat precipiteert in kleine aggregaten die agglomeraten vormen van 0,4 tot 5 micrometer, die daarna uit de suspensie afgefilterd worden en gedroogd en eventueel nog gemalen.
Natriumaluminiumsilicaat heeft vele toepassingen. Het is toegelaten als voedingsadditief met het E-nummer E554. Het wordt gebruikt als antiklontermiddel in droge voedingswaren. Het is in de landbouw toegelaten als afstotend middel.
Natriumaluminiumsilicaten worden ook aan wasmiddelen, detergenten, cosmetica, verven en inkt toegevoegd. Hun functie is o.a. vulmiddel en pigment.
Er kunnen ook thermisch isolerende panelen van natriumaluminiumsilicaat gemaakt worden.